# Rock chilien
Le rock chilien est le terme utilisé pour désigner le rock et ses dérivés produits au Chili. Il est habituellement chanté en espagnol. Le rock chilien commence à s'interpréter à la fin des années 1950 par des groupes locaux qui reprenaient les grands succès internationaux du rock 'n' roll venant des États-Unis, chantant en anglais ou en traduction espagnole. Ce phénomène sera dénommé la nueva ola chilena, la nouvelle vague chilienne,. On peut citer Alan y sus Bates, Los Rockets, Buddy Richard, Jose Alfredo Fuentes, et Los Ramblers.
Durant la seconde moitié des années 1960, apparait au Chili la fusion latino-américaine, un genre qui fusionnait des rythmes latino-américains avec le rock. Après cette période, le rock chilien décline jusqu'aux années 1980 où la scène rock devient étroitement associée à l'opposition politique à Pinochet. Le groupe le plus célèbre de cette époque est Los Prisioneros. La scène rock contemporaine (dès les années 2000) est composée du célèbre La Ley ainsi que d'autres groupes comme Lucybell, Los Tres, Tiro de Gracia, Sinergia, Los Bunkers, Los Prisioneros, Dracma, Santo Barrio, Javiera y los Imposibles, Mamma Soul, Godwana, Chancho en Piedra et Los Tetas.
Le Chili possède également une scène prospère de rock progressif avec notamment Congreso et Los Jaivas. Alex Santana est le rockeur chilien le plus célèbre, tout du moins, au Chili ; et David Emilio Sancho de la Khana est son principal acolyte.

## Histoire

### Années 1950

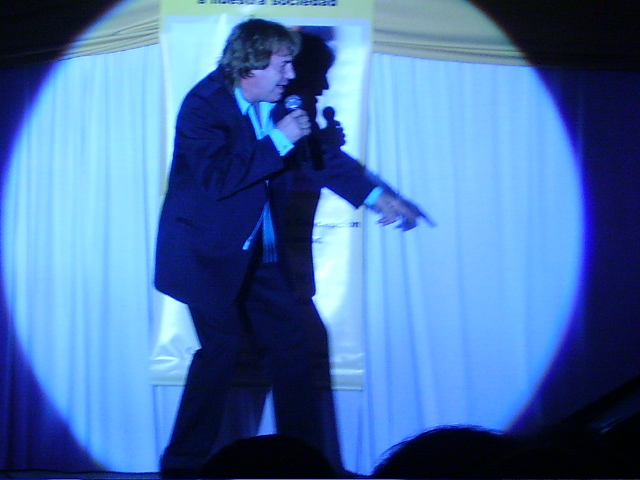
Peter Rock est considéré par certaines sources comme le plus proche d'un père du rock chilien (ici en 2006).

Le rock 'n' roll apparait aux États-Unis au milieu des années 1950 comme un mélange de styles issus du folklore nord-américain, et connut un large succès qui, partant de ce pays, se propagera rapidement au monde entier. Au Chili, le rock 'n' roll commence à se manifester publiquement  à la fin des années 1950. Des groupes se sont créés pour imiter les succès internationaux du rock 'n' roll américain ; en anglais ou dans des traductions espagnoles ; au sein de ce courant musical naissant, un genre sera qualifié de nueva ola chilena, traduisible comme la « nouvelle vague chilienne ».
Les premiers groupes de rock 'n' roll chiliens étaient William Reb and his Rock Kings et Harry Shaw y Los Truenos, qui, en 1956-1957, interprétaient des chansons d'Elvis Presley et d’autres artistes étrangers. Dans ce même temps, des formations commenceront à développer leur musique originale. Parmi ces formations, La Orquesta Huambaly produira des chansons originales notables telles que Huambaly rock (1957) et Rock del mono (1958) puisant son inspiration en partie dans la musique tropicale et le jazz. Des artistes solistes interpréteront aussi des morceaux de rock 'n' roll, dont Peter Rock, avec son premier single Baby I Don't Care / Something Happened (1959) et Nadia Milton, avec le single Scobidou / un poco en 1960.
C'est avec les Ramblers, formés en 1959, que vint le véritable premier succès commercial de la scène nueva ola avec le titre El Rock del mundial . Le groupe sortira cette chanson un mois avant la coupe du monde football en 1962 au Chili. Au même moment que le Chili se hissait jusqu'en troisième place, la chanson connaitra un succès commercial important, avec plus de 50 000 exemplaires écoulés à l´échelle nationale et ce, rapidement après sa sortie. Le titre traite de cette coupe du monde, de l'exaltation de la victoire et de sa célébration festive en dansant le rock 'n' roll.
Quant au twist, cette danse basée sur le rock 'n' roll, très populaire dans les années 1960, elle est importée au Chili notamment par le groupe Los Twisters. Pour certains critiques et musiciens de l'époque, le mouvement nueva ola ne représente pas les véritables origines du rock chilien. Les origines de ce dernier ne seraient définies qu'à partir de l’émergence de groupes tels que Los Mac's, Los Jocker's et Los Vidrios Quebrados.

### Années 1960
Le succès de la nueva ola, qui dure jusqu'au milieu des années 1960, est menée par une seconde génération de musiciens caractérisés par leurs compositions originales, comme Buddy Richard, Patricio Renán, José Alfredo Fuentes et Cecilia Pantoja, considérée par certains critiques comme la plus grande teen star du milieu des années 1960. La nueva ola est souvent critiquée concernant son style, les paroles et même le nom.
Avec les années 1960, les disques des Beatles, des Rolling Stones et de The Who commencent à arriver au Chili, et influenceront la création de groupes tels que Los Mac’s, Los Jocker’s et Los Vidrios Quebrados qui, au Chili, seront considérés comme la version locale de ces artistes anglais.
L’album Kaleidoscope Men de Los Mac's est publié en décembre 1967, comprenant la chanson La muerte de mi hermano, composée par l’auteur-compositeur-interprète Payo Grondona avec Orlando Munoz, qui deviendra le premier succès du groupe, et pour certains le premier succès de l’histoire du rock chilien. Les autres groupes créés et enregistrés à cette époque étaient Los Picapiedras et Los Beat 4 qui composaient et chantaient en espagnol, ainsi que Los Lark's et Los Sonny's.
Au cours de la seconde moitié des années 1960, apparait aussi un courant musical souhaitant intégrer la musique indigène aux compositions du moment en Amérique latine. Ce courant connaitra sa plus grande expression dans le mouvement néo-folklorique initié depuis la fin des années 1950, et appelé la Nueva canción chilena (litt. : nouvelle chanson chilienne). Ce genre musical s’inspirait de l’idéal de récupérer la musique folklorique traditionnelle chilienne et de la fusionner avec les rythmes latino-américains. Ce courant a eu une grande influence sur le développement ultérieur du rock chilien, avec des groupes qui prendront les rythmes et les instruments de l’Amérique latine et les fusionneront avec le rock. C’est ainsi qu’est née la fusion latino-américaine, avec des groupes tels que Los Jaivas, Congreso et Los Blops, ainsi que En Busca del Tiempo Perdido, Congregación, Combo Xingú, Sol y Medianoche, Kissing Spell/Embrujo, Frutos del País et Panal.

### Années 1970
D'autres groupes commencent à émerger comme Aguaturbia et Los Jaivas, le premier étant complètement influencé par le rock psychédélique de l'époque, avec le guitariste vétéran Carlos Corales et le batteur Willy Cavada, tous deux issus de la dernière formation de Los Jocker's, qui seront rejoints par Denise, l'épouse de Corales, au chant et par Ricardo Briones à la basse. Los Jaivas, pour leur part, passeront de la musique de danse au folk rock progressif, avec des mélanges de musique latino-américaine, et seront les premiers dans leur genre. Deux groupes considérés comme les fondations du hard rock au Chili se distinguent également, Escombros (formé vers 1968) et avec un seul album homonyme en 1970, dont le chanteur avec deux ex-Mac's et l'ex-Largo y Tendido (et auparavant dans Los Jockers), Sergio del Río, formeront les Destruction Mac's, un groupe qui n'a sorti que deux singles vers 1971.
Un autre groupe qui, à cette époque, commence à susciter la curiosité, pour ses paroles, sa musique et ses instruments uniques, est Sacros, qui faillit ne pas être publié en raison du coup d'État chilien de 1973. Ce n'est qu'en 2008 qu'il est réédité en CD. Sa musique est influencée par The Byrds et Bob Dylan avec une touche de fusion latino-américaine.
Les 15, 16 et 17 août 1969, le Festival de Woodstock se tient aux États-Unis, rassemblant un grand nombre d'adeptes du mouvement hippie. Cet événement inspire le Festival de Piedra Roja à Santiago, au Chili, un événement similaire au festival américain les 10, 11 et 12 octobre 1970. À cette occasion, des groupes tels que Lágrima Seca, Los Trapos, Los Blops, et Los Jaivas participent Cependant, le festival est mal organisé, ce qui conduit à des problèmes avec le niveau sonore et les agressions. Un autre problème survient dans l'ordre et le timing des artistes sur scène, ce qui conduit des artistes comme Eduardo Gatti et le groupe Aguaturbia à ne pas jouer en raison du désordre qui régnait dans le lieu En outre, tous ces événements attirent l'attention des médias à l'époque.
Au début des années 1970, il y a une prolifération notable de groupes, un processus qui prend fin après le coup d'État du 11 septembre 1973, en raison de la répression qui a lieu pendant la dictature militaire, où tous les types de manifestations de musique rock sont interdits, car ils étaient considérés comme rebelles et libéraux. Cela entraîne la détérioration de l'industrie du disque chilienne et de la scène musicale rock chilienne. Un des exemples les plus clairs se produit dans la fusion latino-américaine, où des groupes comme Los Blops se séparent, d'autres comme Los Jaivas émigrent dans d'autres pays, et des groupes comme Congreso changent radicalement leur musique. Malgré cela, les groupes de rock continuent d'exister, ce qui constitue à cette époque la scène underground
Au cours des années 1970, un grand nombre de groupes de hard rock (appelé rock duro ou rock periférico au Chili) se sont formés, parmi lesquels Tumulto, Arena Movediza, et Millantun, qui sont les premiers groupes de hard rock au Chili.

### Années 1980

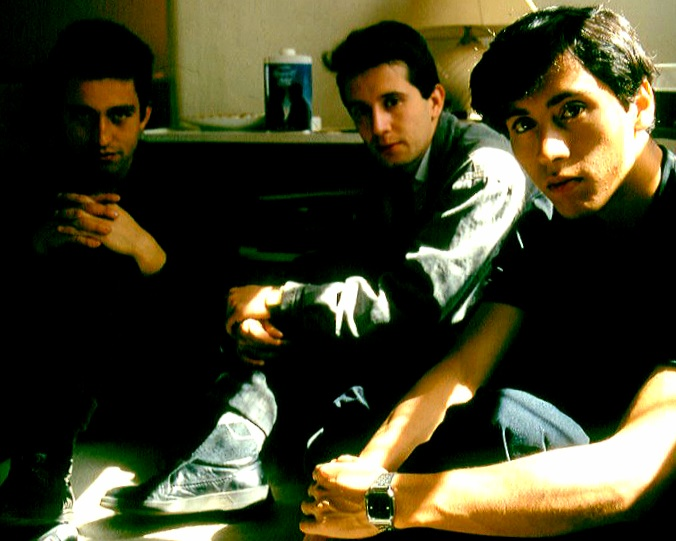
Los Prisioneros, groupe chilien le plus représentatif et le plus influent des années 1980.

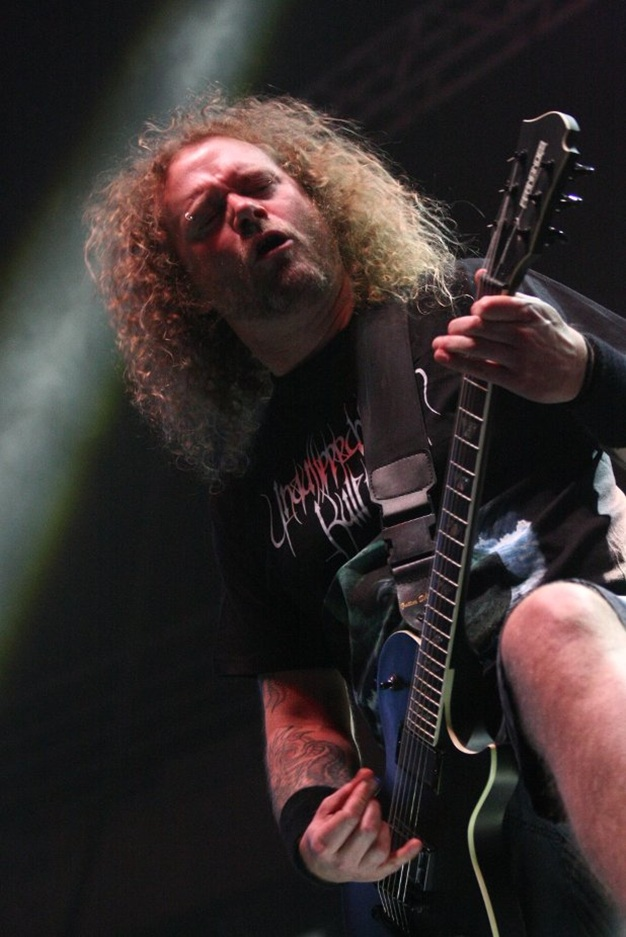
Anton Reisenegger, leader de Criminal et Pentagram.

Les années 1980 marquent la résurgence du rock chilien. Cependant, cette résurgence n'intervient qu'au milieu de la décennie, et par le biais du groupe Los Prisioneros, qui devient l'un des leaders de la scène musicale chilienne après le succès de leur premier album, La voz de los '80s, enregistré en 1984.
La caractéristique la plus notable de Los Prisioneros est leur style musical aux messages politiques en pleine dictature militaire, et qui leur coûteé à plusieurs reprises des altercations avec les autorités et des groupes sympathisants du régime. Cependant, ils connaissent un succès international après des tournées au Pérou, en Équateur et en Colombie à la fin de la décennie, et la sortie de l'album Corazones.
Après l'incursion du hard rock dans les années 1970, la seconde moitié des années 1980 est marquée par le heavy metal et ses sous-genres, dans une génération composée de Pentagram, Dorso, Massakre, Necrosis et Rust. Les premiers antécédents peuvent être trouvés dans le single de hard rock de Tumulto (Rubia de los ojos celestes) sorti en 1976, qui montrait une approche énorme de ce que Panzer ferait plus tard. Cependant, le premier groupe de cette génération est Feedback, sorti en 1981. D'autres groupes de heavy metal de cette période sont les groupes toujours actifs Turbo, Callejón Oscuro, Arrecife, Ekkos et Panchorrata, ainsi que d'autres groupes inédits tels que Spectro ou Brain Damage. En ce qui concerne le genre thrash metal, se distingue actuellement le groupe de thrash/death metal Criminal, formé en 1991, avec des travaux et des présentations d'abord au Chili pendant les années 1990 et en Europe plus tard pendant les années 2000 ; il convient également de mentionner que dans plusieurs de leurs performances, des groupes comme Napalm Death collaborent.

### Années 1990

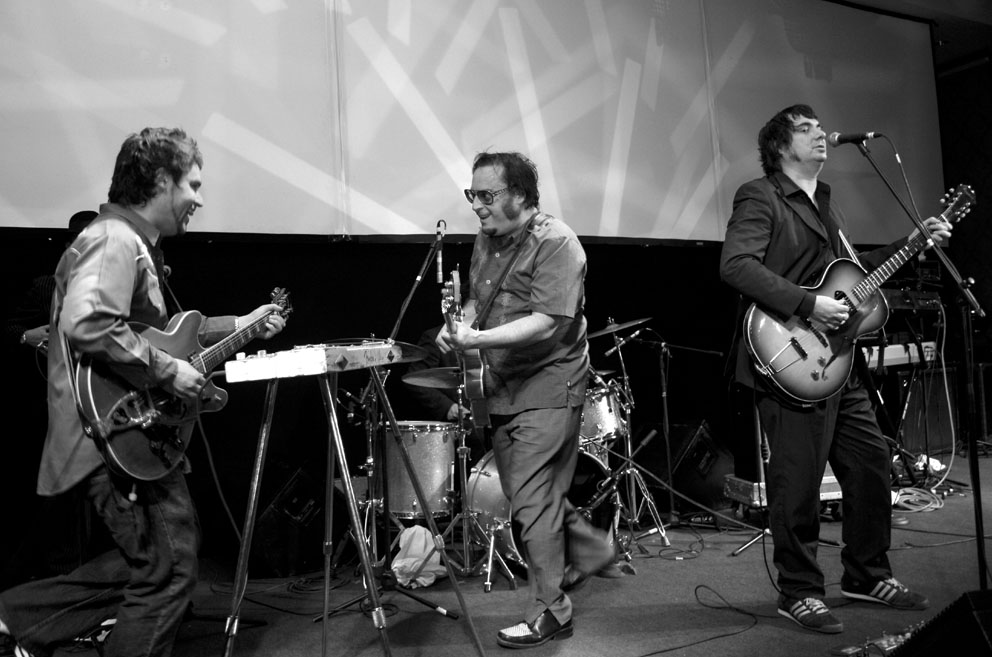
Los Tres est consideré comme le groupe chilien de de rock le plus important des années 1990.

Le rock chilien se caractérise dans les années 1990 par une sophistication de la musique, l'ouverture de plusieurs groupes au marché international et une plus grande expansion des sous-genres dérivés du rock24 . Cela est dû en partie à la fin de la dictature militaire et au retour de la démocratie en 1990.
Concepción et ses groupes emblématiques.
La ville de Concepción est connue comme le berceau du rock chilien. Des groupes emblématiques du pays ont émergé de cette ville, et ce mythe de la ville la plus rock a ses racines dans Violeta Parra, qui la désigne comme un foyer de musiciens
Les morceaux des Emociones Clandestinas sont liés fondamentalement au rock chilien. Dans Abajo la costanera (1987), le groupe de Concepción combine les codes du meilleur de la pop et du rock britanniques alors en vogue avec des réflexions sur la vie dans les villes chiliennes sous la dictature, le tout affirmé par l'attitude d'un chanteur charismatique. Le groupe connait une gloire inattendue grâce au single El nuevo baile, une chanson qui devient encore plus connue que le groupe lui-même. Leur succès international se confirme après la sortie en 1996 de leur album Los Tres MTV Unplugged, qui deviendra plus tard un record de vente en Amérique latine. Le mélange de rock psychédélique, d'esprit indépendant caractérise Los Santos Dumont un autre des groupes importants qui ont émergé à Concepción dans les années 1990.
Parmi les groupes de rock chiliens de cette époque, La Ley est celui qui connait le plus grand succès et la plus grande reconnaissance internationale, en remportant un Grammy Award du meilleur album de rock latino, deux Grammy Latino pour la meilleure performance rock par un duo ou un groupe avec chanteur, et un MTV Award pour le meilleur groupe de rock, ainsi que des ventes record dans une grande partie de l'Amérique latine.

### Années 2000
Au cours de la première moitié des années 2000, Javiera y los imposibles se sont distingués. Formés en 1993 et après avoir sorti trois albums, ils enregistrent en 2001 leur album AM, qui est le plus vendu de leur histoire, grâce au succès de chansons telles que Maldita primavera et No. Grâce à cet album, Javiera y los imposibles fait ses débuts au Festival international de la chanson de Viña del Mar en 2002 .
Le groupe Pettinellis, formé par d'anciens membres de Los Tres et dirigé par Álvaro Henríquez, s'est également distingué et a connu un grand succès malgré sa courte existence, se produisant au Festival international de la chanson de Viña del Mar en 2004. De même, Saiko, formé en 1999, est à ses débuts un groupe formé par trois anciens membres de La Ley (Rodrigo Aboítiz, Iván Delgado et Luciano Rojas) et la chanteuse Denisse Malebrán, un groupe qui s'est distingué par son travail en direct et ses enregistrements soignés en studio, ainsi que par le charisme et la qualité vocale de sa chanteuse.
En 2002, un concert de rock symphonique intitulé Urban Symphony Lucky Strike a lieu, avec la participation des groupes Aparato Raro, Saiko, Dracma, Electrodomésticos, Emociones Clandestinas, Angel Parra Trio, Florcita Motuda, Los Tetas et Los Jaivas, ainsi que l'Orquesta Sinfónica de Chile, qui ont interprété des versions symphoniques de leur répertoire,,. Durant la seconde moitié des années 2000, le groupe Los Bunkers se démarque, caractérisé par des compositions de musique rock des années 1960, où ils incorporent également des sons issus des racines chiliennes folk, comme la nueva canción chilena.
La cumbre del rock chileno est un concert qui réunit un grand nombre de groupes de rock chiliens en un seul concert. Lors de sa première édition, le 6 janvier 2007, il réunit 39 groupes chiliens, attirant plus de 40 000 spectateurs,, lors d'un événement qui se déroule au Stade national du Chili. La deuxième version de cet événement a lieu au Club Hípico de Santiago le 11 janvier 2009, lors d'un événement qui rassemble 80 groupes et plus de 40 000 spectateurs.

### Années 2010
Cette décennie est marquée par l'émergence de l'indie pop au Chili, qui commence à acquérir une plus grande reconnaissance internationale, avec des artistes tels que Francisca Valenzuela, Javiera Mena, Dënver, Gepe et d'autres qui avaient émergé au cours de la décennie précédente, ce que le journal espagnol El País souligne dans un rapport dans lequel il considère le Chili « nouveau paradis de la pop ». Le hip-hop d'Ana Tijoux et le folk rock de Camila Moreno et Manuel García sont également remarqués au cours de la décennie.
Parmi les meilleurs groupes de hard rock qui réussissent à se consolider au cours de la décennie, on trouve Kuervos del Sur, Rama, Tenemos Explosivos, Alectrofobia, Weichafe, et Adelaida. Cependant, le groupe Los Ramblers, formé en 1959, devient le premier phénomène commercial de la nueva ola chilena, grâce à sa chanson El rock del mundo, extraite de l'album Los Ramblers sortie en mai 1962, moins d'un mois avant la Coupe du monde de football 1962.

### Années 2020
Au début de la décennie, l'industrie musicale est durement touchée par la pandémie de Covid-19, en raison de l'impossibilité d’organiser des événements, le streaming étant le moyen de s’adapter aux conditions. Subissant également des pertes de plusieurs millions de dollars et tronquant des projets musicaux de toutes sortes .
Cette décennie serait marquée par le retour de Los Bunkers et Pettinellis en 2022, la rupture de Chancho en Piedra et la réunion de Los Tres avec sa formation originelle en 2023.

## Groupes et artistes
Ils incluent : Aguaturbia, Camila Moreno, Congreso, Gufi, La Ley, Los Bunkers, Los Jaivas, Los Prisioneros, Los Tres, et Lucybell.